# Elizabeth Allen (réalisatrice)
Pour les articles homonymes, voir Elizabeth Allen et Allen.
Elizabeth Allen (née Elizabeth Allen Rosenbaum) est une réalisatrice américaine.

## Filmographie

### Séries Télevisées
- Gossip Girl (2009)
- Life Unexpected (2010)
- Vampire Diaries (2010)
- 90210 Beverly Hills : Nouvelle Génération (2011)
- Dating Rules from My Future Self (2012)
- Franklin and Bash (2012)
- Dr Emily Owens (2012)
- Star-Crossed (2014)
- Red Band Society (2014)
- The Kicks (2015)
- Mistresses (2015)
- Relationship Status (2016)
- Guilt (2016)
- The Arrangement (2017)
- MacGyver (2017)
- Famous in Love (2017)
- Empire (2017–2018)
- L'Exorciste (2017)
- The Resident (2018)
- Hawaii 5-0 (série télévisée) (2018)
- All American (2019)
- Pretty Little Liars: The Perfectionists (2019)
- Beverly Hills : BH90210 (2019)
- Why Women Kill (2019)
- Spinning Out (2020)
- Dead to Me (2020)

### Films
- 2001 : Eyeball Eddie (court métrage)
- 2006 : Aquamarine
- 2010 : Ramona et Beezus
- 2015 : Manipulation (Careful What You Wish For)
- 2022 : Sneakerella (en)
- 2022 : Nos cœurs meurtris (Purple Hearts) (Netflix)